# Карні (Небраска)
Карні (англ. Kearney [ˈkɑrni]) — місто (англ. city) в США на березі річки Платт, в окрузі Баффало штату Небраска. Населення — 33 790 осіб (2020).
На північному сході від міста розташовано аеропорт Карні (Kearney Regional Airport). Через місто проходить автомагістраль .

## Географія
Карні розташоване за координатами 40°42′1″ пн. ш. 99°5′1″ зх. д. / 40.70028° пн. ш. 99.08361° зх. д. (40.700414, -99.083699).  За даними Бюро перепису населення США в 2010 році місто мало площу 33,69 км², з яких 33,08 км² — суходіл та 0,60 км² — водойми. В 2017 році площа становила 36,83 км², з яких 36,15 км² — суходіл та 0,68 км² — водойми.

## Демографія
Згідно з переписом 2010 року, у місті мешкало 30 787 осіб у 12 201 домогосподарстві у складі 7015 родин. Густота населення становила 914 особи/км².  Було 12738 помешкань (378/км²).
Расовий склад населення:
| - 92,3 % — білих - 1,8 % — азіатів - 1,0 % — чорних або афроамериканців - 0,3 % — корінних американців - 3,1 % — осіб інших рас |

До двох чи більше рас належало 1,4 %. Частка іспаномовних становила 7,3 % від усіх жителів.
За віковим діапазоном населення розподілялося таким чином: 22,2 % — особи молодші 18 років, 66,7 % — особи у віці 18—64 років, 11,1 % — особи у віці 65 років та старші. Медіана віку мешканця становила 29,0 року. На 100 осіб жіночої статі у місті припадало 95,7 чоловіків;  на 100 жінок у віці від 18 років та старших — 92,0 чоловіків також старших 18 років.
Середній дохід на одне домашнє господарство  становив 65 180 доларів США (медіана — 50 566), а середній дохід на одну сім'ю — 82 837 доларів (медіана — 71 435). Медіана доходів становила 43 017 доларів для чоловіків та 31 228 доларів для жінок. За межею бідності перебувало 16,4 % осіб, у тому числі 14,9 % дітей у віці до 18 років та 4,8 % осіб у віці 65 років та старших.
Цивільне працевлаштоване населення становило 18 814 особи. Основні галузі зайнятості: освіта, охорона здоров'я та соціальна допомога — 29,2 %, роздрібна торгівля — 17,3 %, виробництво — 12,0 %, мистецтво, розваги та відпочинок — 10,4 %.